# جو هويل
جو هويل (بالإنجليزية: Joe Howell) (6 نوفمبر 1996 بتشستر في المملكة المتحدة - ) هو لاعب كرة قدم بريطاني في مركز الوسط. لعب مع نادي كرو ألكساندرا ونادي راشل أوليمبيك.

## وصلات خارجية
- جو هويل على موقع قاعدة بيانات كرة القدم.إي يو (الإنجليزية)
- جو هويل على موقع Soccerbase.com (لاعب) (الإنجليزية)
- جو هويل على موقع Soccerway.com (الإنجليزية)